# Крыштоповка (Хмельницкая область)
Крыштоповка (укр. Криштопівка) — село в Волочисском районе Хмельницкой области Украины.
Население по переписи 2001 года составляло 439 человек. Почтовый индекс — 31253. Телефонный код — 3845. Занимает площадь 1,49 км². Код КОАТУУ — 6820983801.

## Местный совет
31213, Хмельницкая обл., Волочисский р-н, с. Крыштоповка